# Globus d'Or a la millor direcció
El Globus d'Or a la millor direcció (Best Director - Motion Picture) és un premi de Cinema atorgat anualment des de 1944 per la Hollywood Foreign Press Association.

## Llista dels premiats

Imatge estilitzada del premi Globus d'Or

### Dècada de 1940
| Any  | Director/s    | Pel·lícula                       |
| ---- | ------------- | -------------------------------- |
| 1943 | Henry King    | The Song of Bernadette           |
| 1944 | Leo McCarey   | Going My Way                     |
| 1945 | Billy Wilder  | The Lost Weekend                 |
| 1946 | Frank Capra   | It's a Wonderful Life            |
| 1947 | Elia Kazan    | Gentleman's Agreement            |
| 1948 | John Huston   | The Treasure of the Sierra Madre |
| 1949 | Robert Rossen | All the King's Men               |

### Dècada de 1950
| Any  | Director/s           | Pel·lícula                   |
| ---- | -------------------- | ---------------------------- |
| 1950 | Billy Wilder         | Sunset Boulevard             |
| 1950 | Joseph L. Mankiewicz | All About Eve                |
| 1950 | John Huston          | The Asphalt Jungle           |
| 1950 | George Cukor         | Born Yesterday               |
| 1951 | László Benedek       | Death of a Salesman          |
| 1951 | Vincente Minnelli    | An American in Paris         |
| 1951 | George Stevens       | A Place in the Sun           |
| 1952 | Cecil B. DeMille     | The Greatest Show on Earth   |
| 1952 | Richard Fleischer    | The Happy Time               |
| 1952 | John Ford            | The Quiet Man                |
| 1953 | Fred Zinnemann       | From Here to Eternity        |
| 1954 | Elia Kazan           | On the Waterfront            |
| 1955 | Joshua Logan         | Picnic                       |
| 1956 | Elia Kazan           | Baby Doll                    |
| 1956 | Michael Anderson     | Around the World in 80 Days  |
| 1956 | George Stevens       | Giant                        |
| 1956 | Vincente Minnelli    | Lust for Life                |
| 1956 | King Vidor           | War and Peace                |
| 1957 | David Lean           | The Bridge on the River Kwai |
| 1957 | Sidney Lumet         | 12 Angry Men                 |
| 1957 | Fred Zinnemann       | A Hatful of Rain             |
| 1957 | Joshua Logan         | Sayonara                     |
| 1957 | Billy Wilder         | Witness for the Prosecution  |
| 1958 | Vincente Minnelli    | Gigi                         |
| 1958 | Richard Brooks       | Cat on a Hot Tin Roof        |
| 1958 | Stanley Kramer       | The Defiant Ones             |
| 1958 | Robert Wise          | I Want to Live!              |
| 1958 | Delbert Mann         | Separate Tables              |
| 1959 | William Wyler        | Ben-Hur                      |
| 1959 | Otto Preminger       | Anatomy of a Murder          |
| 1959 | George Stevens       | The Diary of Anne Frank      |
| 1959 | Fred Zinnemann       | The Nun's Story              |
| 1959 | Stanley Kramer       | On the Beach                 |

### Dècada de 1960
| Any  | Director/s                     | Pel·lícula                                 |
| ---- | ------------------------------ | ------------------------------------------ |
| 1960 | Jack Cardiff                   | Sons and Lovers                            |
| 1960 | Billy Wilder                   | The Apartment                              |
| 1960 | Richard Brooks                 | Elmer Gantry                               |
| 1960 | Stanley Kubrick                | Spartacus                                  |
| 1960 | Fred Zinnemann                 | The Sundowners                             |
| 1961 | Stanley Kramer                 | Judgment at Nuremberg                      |
| 1961 | William Wyler                  | The Children's Hour                        |
| 1961 | Anthony Mann                   | El Cid                                     |
| 1961 | J. Lee Thompson                | The Guns of Navarone                       |
| 1961 | Jerome Robbins and Robert Wise | West Side Story                            |
| 1962 | David Lean                     | Lawrence of Arabia                         |
| 1962 | George Cukor                   | The Chapman Report                         |
| 1962 | Blake Edwards                  | Days of Wine and Roses                     |
| 1962 | John Huston                    | Freud: The Secret Passion                  |
| 1962 | Mervyn LeRoy                   | Gypsy                                      |
| 1962 | Martin Ritt                    | Hemingway's Adventures of a Young Man      |
| 1962 | Stanley Kubrick                | Lolita                                     |
| 1962 | John Frankenheimer             | The Manchurian Candidate                   |
| 1962 | Morton DaCosta                 | The Music Man                              |
| 1962 | Ismael Rodríguez               | My Son, the Hero (Los Hermanos Del Hierro) |
| 1962 | Robert Mulligan                | To Kill a Mockingbird                      |
| 1963 | Elia Kazan                     | America America                            |
| 1963 | Otto Preminger                 | The Cardinal                               |
| 1963 | Hall Bartlett                  | The Caretakers                             |
| 1963 | Joseph L. Mankiewicz           | Cleopatra                                  |
| 1963 | Robert Wise                    | The Haunting                               |
| 1963 | Martin Ritt                    | Hud                                        |
| 1963 | Tony Richardson                | Tom Jones                                  |
| 1963 | George Englund                 | The Ugly American                          |
| 1964 | George Cukor                   | My Fair Lady                               |
| 1964 | Peter Glenville                | Becket                                     |
| 1964 | John Huston                    | The Night of the Iguana                    |
| 1964 | John Frankenheimer             | Seven Days in May                          |
| 1964 | Michael Cacoyannis             | Zorba the Greek                            |
| 1965 | David Lean                     | Doctor Zhivago                             |
| 1965 | William Wyler                  | The Collector                              |
| 1965 | John Schlesinger               | Darling                                    |
| 1965 | Guy Green                      | A Patch of Blue                            |
| 1965 | Robert Wise                    | The Sound of Music                         |
| 1966 | Fred Zinnemann                 | A Man for All Seasons                      |
| 1966 | Lewis Gilbert                  | Alfie                                      |
| 1966 | Claude Lelouch                 | A Man and a Woman                          |
| 1966 | Robert Wise                    | The Sand Pebbles                           |
| 1966 | Mike Nichols                   | Who's Afraid of Virginia Woolf?            |
| 1967 | Mike Nichols                   | The Graduate                               |
| 1967 | Arthur Penn                    | Bonnie and Clyde                           |
| 1967 | Mark Rydell                    | The Fox                                    |
| 1967 | Stanley Kramer                 | Guess Who's Coming to Dinner               |
| 1967 | Norman Jewison                 | In the Heat of the Night                   |
| 1968 | Paul Newman                    | Rachel, Rachel                             |
| 1968 | William Wyler                  | Funny Girl                                 |
| 1968 | Anthony Harvey                 | The Lion in Winter                         |
| 1968 | Carol Reed                     | Oliver!                                    |
| 1968 | Franco Zeffirelli              | Romeo and Juliet                           |
| 1969 | Charles Jarrott                | Anne of the Thousand Days                  |
| 1969 | Gene Kelly                     | Hello, Dolly!                              |
| 1969 | John Schlesinger               | Midnight Cowboy                            |
| 1969 | Stanley Kramer                 | The Secret of Santa Vittoria               |
| 1969 | Sydney Pollack                 | They Shoot Horses, Don't They?             |

### Dècada de 1970
| Any  | Director/s            | Pel·lícula                         |
| ---- | --------------------- | ---------------------------------- |
| 1970 | Arthur Hiller         | Love Story                         |
| 1970 | Bob Rafelson          | Five Easy Pieces                   |
| 1970 | Robert Altman         | M*A*S*H                            |
| 1970 | Franklin J. Schaffner | Patton                             |
| 1970 | Ken Russell           | Women in Love                      |
| 1971 | William Friedkin      | The French Connection              |
| 1971 | Stanley Kubrick       | A Clockwork Orange                 |
| 1971 | Norman Jewison        | Fiddler on the Roof                |
| 1971 | Peter Bogdanovich     | The Last Picture Show              |
| 1971 | Robert Mulligan       | Summer of '42                      |
| 1972 | Francis Ford Coppola  | The Godfather                      |
| 1972 | Billy Wilder          | Avanti!                            |
| 1972 | Bob Fosse             | Cabaret                            |
| 1972 | John Boorman          | Deliverance                        |
| 1972 | Alfred Hitchcock      | Frenzy                             |
| 1973 | William Friedkin      | The Exorcist                       |
| 1973 | George Lucas          | American Graffiti                  |
| 1973 | Fred Zinnemann        | The Day of the Jackal              |
| 1973 | Bernardo Bertolucci   | Last Tango in Paris                |
| 1973 | Peter Bogdanovich     | Paper Moon                         |
| 1974 | Roman Polanski        | Chinatown                          |
| 1974 | Francis Ford Coppola  | The Conversation                   |
| 1974 | Francis Ford Coppola  | The Godfather Part II              |
| 1974 | Bob Fosse             | Lenny                              |
| 1974 | John Cassavetes       | A Woman Under the Influence        |
| 1975 | Miloš Forman          | One Flew Over the Cuckoo's Nest    |
| 1975 | Stanley Kubrick       | Barry Lyndon                       |
| 1975 | Sidney Lumet          | Dog Day Afternoon                  |
| 1975 | Steven Spielberg      | Jaws                               |
| 1975 | Robert Altman         | Nashville                          |
| 1976 | Sidney Lumet          | Network                            |
| 1976 | Alan J. Pakula        | All the President's Men            |
| 1976 | Hal Ashby             | Bound for Glory                    |
| 1976 | John Schlesinger      | Marathon Man                       |
| 1976 | John G. Avildsen      | Rocky                              |
| 1977 | Herbert Ross          | The Turning Point                  |
| 1977 | Woody Allen           | Annie Hall                         |
| 1977 | Steven Spielberg      | Close Encounters of the Third Kind |
| 1977 | Fred Zinnemann        | Julia                              |
| 1977 | George Lucas          | Star Wars                          |
| 1978 | Michael Cimino        | The Deer Hunter                    |
| 1978 | Hal Ashby             | Coming Home                        |
| 1978 | Terrence Malick       | Days of Heaven                     |
| 1978 | Woody Allen           | Interiors                          |
| 1978 | Alan Parker           | Midnight Express                   |
| 1978 | Paul Mazursky         | An Unmarried Woman                 |
| 1979 | Francis Ford Coppola  | Apocalypse Now                     |
| 1979 | Hal Ashby             | Being There                        |
| 1979 | Peter Yates           | Breaking Away                      |
| 1979 | James Bridges         | The China Syndrome                 |
| 1979 | Robert Benton         | Kramer vs. Kramer                  |

### Dècada de 1980
| Any  | Director/s              | Pel·lícula                  |
| ---- | ----------------------- | --------------------------- |
| 1980 | Robert Redford          | Ordinary People             |
| 1980 | David Lynch             | The Elephant Man            |
| 1980 | Martin Scorsese         | Raging Bull                 |
| 1980 | Richard Rush            | The Stunt Man               |
| 1980 | Roman Polanski          | Tess                        |
| 1981 | Warren Beatty           | Reds                        |
| 1981 | Louis Malle             | Atlantic City               |
| 1981 | Mark Rydell             | On Golden Pond              |
| 1981 | Sidney Lumet            | Prince of the City          |
| 1981 | Miloš Forman            | Ragtime                     |
| 1981 | Steven Spielberg        | Raiders of the Lost Ark     |
| 1982 | Richard Attenborough    | Gandhi                      |
| 1982 | Steven Spielberg        | E.T. the Extra-Terrestrial  |
| 1982 | Constantin Costa-Gavras | Missing                     |
| 1982 | Sydney Pollack          | Tootsie                     |
| 1982 | Sidney Lumet            | The Verdict                 |
| 1983 | Barbra Streisand        | Yentl                       |
| 1983 | Peter Yates             | The Dresser                 |
| 1983 | Ingmar Bergman          | Fanny and Alexander         |
| 1983 | Mike Nichols            | Silkwood                    |
| 1983 | Bruce Beresford         | Tender Mercies              |
| 1983 | James L. Brooks         | Terms of Endearment         |
| 1984 | Miloš Forman            | Amadeus                     |
| 1984 | Francis Ford Coppola    | The Cotton Club             |
| 1984 | Roland Joffé            | The Killing Fields          |
| 1984 | Sergio Leone            | Once Upon a Time in America |
| 1984 | David Lean              | A Passage to India          |
| 1985 | John Huston             | Prizzi's Honor              |
| 1985 | Richard Attenborough    | A Chorus Line               |
| 1985 | Steven Spielberg        | The Color Purple            |
| 1985 | Sydney Pollack          | Out of Africa               |
| 1985 | Peter Weir              | Witness                     |
| 1986 | Oliver Stone            | Platoon                     |
| 1986 | Woody Allen             | Hannah and Her Sisters      |
| 1986 | Roland Joffé            | The Mission                 |
| 1986 | James Ivory             | A Room with a View          |
| 1986 | Rob Reiner              | Stand by Me                 |
| 1987 | Bernardo Bertolucci     | The Last Emperor            |
| 1987 | James L. Brooks         | Broadcast News              |
| 1987 | Richard Attenborough    | Cry Freedom                 |
| 1987 | Adrian Lyne             | Fatal Attraction            |
| 1987 | John Boorman            | Hope and Glory              |
| 1988 | Clint Eastwood          | Bird                        |
| 1988 | Fred Schepisi           | A Cry in the Dark           |
| 1988 | Alan Parker             | Mississippi Burning         |
| 1988 | Barry Levinson          | Rain Man                    |
| 1988 | Sidney Lumet            | Running on Empty            |
| 1988 | Mike Nichols            | Working Girl                |
| 1989 | Oliver Stone            | Born on the Fourth of July  |
| 1989 | Peter Weir              | Dead Poets Society          |
| 1989 | Spike Lee               | Do the Right Thing          |
| 1989 | Edward Zwick            | Glory                       |
| 1989 | Rob Reiner              | When Harry Met Sally...     |

### Dècada de 1990
| Any  | Director/s           | Pel·lícula                 |
| ---- | -------------------- | -------------------------- |
| 1990 | Kevin Costner        | Dances with Wolves         |
| 1990 | Francis Ford Coppola | The Godfather Part III     |
| 1990 | Martin Scorsese      | Goodfellas                 |
| 1990 | Barbet Schroeder     | Reversal of Fortune        |
| 1990 | Bernardo Bertolucci  | The Sheltering Sky         |
| 1991 | Oliver Stone         | JFK                        |
| 1991 | Barry Levinson       | Bugsy                      |
| 1991 | Terry Gilliam        | The Fisher King            |
| 1991 | Barbra Streisand     | The Prince of Tides        |
| 1991 | Jonathan Demme       | The Silence of the Lambs   |
| 1992 | Clint Eastwood       | Unforgiven                 |
| 1992 | Rob Reiner           | A Few Good Men             |
| 1992 | James Ivory          | Howards End                |
| 1992 | Robert Altman        | The Player                 |
| 1992 | Robert Redford       | A River Runs Through It    |
| 1993 | Steven Spielberg     | Schindler's List           |
| 1993 | Martin Scorsese      | The Age of Innocence       |
| 1993 | Andrew Davis         | The Fugitive               |
| 1993 | Jane Campion         | The Piano                  |
| 1993 | James Ivory          | The Remains of the Day     |
| 1994 | Robert Zemeckis      | Forrest Gump               |
| 1994 | Edward Zwick         | Legends of the Fall        |
| 1994 | Oliver Stone         | Natural Born Killers       |
| 1994 | Quentin Tarantino    | Pulp Fiction               |
| 1994 | Robert Redford       | Quiz Show                  |
| 1995 | Mel Gibson           | Braveheart                 |
| 1995 | Rob Reiner           | The American President     |
| 1995 | Ron Howard           | Apollo 13                  |
| 1995 | Martin Scorsese      | Casino                     |
| 1995 | Mike Figgis          | Leaving Las Vegas          |
| 1995 | Ang Lee              | Sense and Sensibility      |
| 1996 | Miloš Forman         | The People vs. Larry Flynt |
| 1996 | Anthony Minghella    | The English Patient        |
| 1996 | Alan Parker          | Evita                      |
| 1996 | Joel Coen            | Fargo                      |
| 1996 | Scott Hicks          | Shine                      |
| 1997 | James Cameron        | Titanic                    |
| 1997 | Steven Spielberg     | Amistad                    |
| 1997 | James L. Brooks      | As Good as It Gets         |
| 1997 | Jim Sheridan         | The Boxer                  |
| 1997 | Curtis Hanson        | L.A. Confidential          |
| 1998 | Steven Spielberg     | Saving Private Ryan        |
| 1998 | Shekhar Kapur        | Elizabeth                  |
| 1998 | Robert Redford       | The Horse Whisperer        |
| 1998 | John Madden          | Shakespeare in Love        |
| 1998 | Peter Weir           | The Truman Show            |
| 1999 | Sam Mendes           | American Beauty            |
| 1999 | Neil Jordan          | The End of the Affair      |
| 1999 | Norman Jewison       | The Hurricane              |
| 1999 | Michael Mann         | The Insider                |
| 1999 | Anthony Minghella    | The Talented Mr. Ripley    |

### Dècada de 2000
| Any  | Director/s                  | Pel·lícula                                        |
| ---- | --------------------------- | ------------------------------------------------- |
| 2000 | Ang Lee                     | Tigre i drac                                      |
| 2000 | Steven Soderbergh           | Erin Brockovich                                   |
| 2000 | Ridley Scott                | Gladiator                                         |
| 2000 | István Szabó                | Sunshine                                          |
| 2000 | Steven Soderbergh           | Traffic                                           |
| 2001 | Robert Altman               | Gosford Park                                      |
| 2001 | Steven Spielberg            | A.I. Artificial Intelligence                      |
| 2001 | Ron Howard                  | Una ment meravellosa                              |
| 2001 | Peter Jackson               | El Senyor dels Anells: La Germandat de l'Anell    |
| 2001 | Baz Luhrmann                | Moulin Rouge!                                     |
| 2001 | David Lynch                 | Mulholland Drive                                  |
| 2002 | Martin Scorsese             | Gangs of New York                                 |
| 2002 | Alexander Payne             | About Schmidt                                     |
| 2002 | Spike Jonze                 | Adaptation: el lladre d'orquídies                 |
| 2002 | Rob Marshall                | Chicago                                           |
| 2002 | Stephen Daldry              | Les hores                                         |
| 2002 | Peter Jackson               | El Senyor dels Anells: Les dues torres            |
| 2003 | Peter Jackson               | El Senyor dels Anells: El retorn del rei          |
| 2003 | Anthony Minghella           | Cold Mountain                                     |
| 2003 | Sofia Coppola               | Lost in Translation                               |
| 2003 | Peter Weir                  | Master and Commander: The Far Side of the World   |
| 2003 | Clint Eastwood              | Mystic River                                      |
| 2004 | Clint Eastwood              | Million Dollar Baby                               |
| 2004 | Martin Scorsese             | L'aviador                                         |
| 2004 | Mike Nichols                | Closer                                            |
| 2004 | Marc Forster                | Descobrir el País de Mai Més                      |
| 2004 | Alexander Payne             | Sideways                                          |
| 2005 | Ang Lee                     | Brokeback Mountain                                |
| 2005 | Fernando Meirelles          | The Constant Gardener                             |
| 2005 | George Clooney              | Good Night, and Good Luck.                        |
| 2005 | Peter Jackson               | King Kong                                         |
| 2005 | Woody Allen                 | Match Point                                       |
| 2005 | Steven Spielberg            | Munich                                            |
| 2006 | Martin Scorsese             | Infiltrats                                        |
| 2006 | Alejandro González Iñárritu | Babel                                             |
| 2006 | Clint Eastwood              | Banderes dels nostres pares                       |
| 2006 | Clint Eastwood              | Cartes des d'Iwo Jima                             |
| 2006 | Stephen Frears              | La reina                                          |
| 2007 | Julian Schnabel             | The Diving Bell and the Butterfly                 |
| 2007 | Ridley Scott                | American Gangster                                 |
| 2007 | Joe Wright                  | Expiació                                          |
| 2007 | Joel Coen and Ethan Coen    | No Country for Old Men                            |
| 2007 | Tim Burton                  | Sweeney Todd: el barber diabòlic del carrer Fleet |
| 2008 | Danny Boyle                 | Slumdog Millionaire                               |
| 2008 | David Fincher               | El curiós cas de Benjamin Button                  |
| 2008 | Ron Howard                  | Frost/Nixon                                       |
| 2008 | Stephen Daldry              | El lector                                         |
| 2008 | Sam Mendes                  | Revolutionary Road                                |
| 2009 | James Cameron               | Avatar                                            |
| 2009 | Kathryn Bigelow             | En terra hostil                                   |
| 2009 | Quentin Tarantino           | Maleïts malparits                                 |
| 2009 | Clint Eastwood              | Invictus                                          |
| 2009 | Jason Reitman               | Up in the Air                                     |

### Dècada de 2010
| Any  | Director/s            | Pel·lícula                                      |
| ---- | --------------------- | ----------------------------------------------- |
| 2010 | David Fincher         | The Social Network                              |
| 2010 | Darren Aronofsky      | Black Swan                                      |
| 2010 | David O. Russell      | The Fighter                                     |
| 2010 | Christopher Nolan     | Inception                                       |
| 2010 | Tom Hooper            | The King's Speech                               |
| 2011 | Martin Scorsese       | Hugo                                            |
| 2011 | Michel Hazanavicius   | The Artist                                      |
| 2011 | Alexander Payne       | The Descendants                                 |
| 2011 | George Clooney        | The Ides of March                               |
| 2011 | Woody Allen           | Midnight in Paris                               |
| 2012 | Ben Affleck           | Argo                                            |
| 2012 | Quentin Tarantino     | Django Unchained                                |
| 2012 | Ang Lee               | Life of Pi                                      |
| 2012 | Steven Spielberg      | Lincoln                                         |
| 2012 | Kathryn Bigelow       | Zero Dark Thirty                                |
| 2013 | Alfonso Cuarón        | Gravity                                         |
| 2013 | Steve McQueen         | 12 Years a Slave                                |
| 2013 | David O. Russell      | American Hustle                                 |
| 2013 | Paul Greengrass       | Captain Phillips                                |
| 2013 | Alexander Payne       | Nebraska                                        |
| 2014 | Richard Linklater     | Boyhood                                         |
| 2014 | Alejandro G. Iñárritu | Birdman or (The Unexpected Virtue of Ignorance) |
| 2014 | David Fincher         | Gone Girl                                       |
| 2014 | Wes Anderson          | The Grand Budapest Hotel                        |
| 2014 | Ava DuVernay          | Selma                                           |
| 2015 | Alejandro G. Iñárritu | The Revenant                                    |
| 2015 | Todd Haynes           | Carol                                           |
| 2015 | George Miller         | Mad Max: Fury Road                              |
| 2015 | Ridley Scott          | The Martian                                     |
| 2015 | Tom McCarthy          | Spotlight                                       |
| 2016 | Damien Chazelle       | La La Land                                      |
| 2016 | Mel Gibson            | Hacksaw Ridge                                   |
| 2016 | Barry Jenkins         | Moonlight                                       |
| 2016 | Kenneth Lonergan      | Manchester by the Sea                           |
| 2016 | Tom Ford              | Nocturnal Animals                               |
| 2017 | Guillermo del Toro    | The Shape of Water                              |
| 2017 | Ridley Scott          | All the Money in the World                      |
| 2017 | Christopher Nolan     | Dunkirk                                         |
| 2017 | Steven Spielberg      | The Post                                        |
| 2017 | Martin McDonagh       | Three Billboards Outside Ebbing, Missouri       |
| 2018 | Alfonso Cuarón        | Roma                                            |
| 2018 | Spike Lee             | BlacKkKlansman                                  |
| 2018 | Peter Farrelly        | Green Book                                      |
| 2018 | Bradley Cooper        | A Star Is Born                                  |
| 2018 | Adam McKay            | Vice                                            |
| 2019 | Sam Mendes            | 1917                                            |
| 2019 | Martin Scorsese       | The Irishman                                    |
| 2019 | Todd Phillips         | Joker                                           |
| 2019 | Quentin Tarantino     | Once Upon a Time in Hollywood                   |
| 2019 | Bong Joon-ho          | Parasite                                        |

### Dècada de 2020
| Any  | Director/s                   | Pel·lícula                   |
| ---- | ---------------------------- | ---------------------------- |
| 2020 | Chloé Zhao                   | Nomadland                    |
| 2020 | David Fincher                | Mank                         |
| 2020 | Regina King                  | One Night in Miami...        |
| 2020 | Emerald Fennell              | Promising Young Woman        |
| 2020 | Aaron Sorkin                 | The Trial of the Chicago 7   |
| 2021 | Jane Campion                 | The Power of the Dog         |
| 2021 | Kenneth Branagh              | Belfast                      |
| 2021 | Denis Villeneuve             | Dune                         |
| 2021 | Maggie Gyllenhaal            | La filla obscura             |
| 2021 | Steven Spielberg             | West Side Story              |
| 2022 | Steven Spielberg             | The Fabelmans                |
| 2022 | James Cameron                | Avatar: El sentit de l'aigua |
| 2022 | Martin McDonagh              | The Banshees of Inisherin    |
| 2022 | Baz Luhrmann                 | Elvis                        |
| 2022 | Daniel Kwan Daniel Scheinert | Tot a la vegada a tot arreu  |
| 2023 | Christopher Nolan            | Oppenheimer                  |
| 2023 | Greta Gerwig                 | Barbie                       |
| 2023 | Martin Scorsese              | Killers of the Flower Moon   |
| 2023 | Bradley Cooper               | Maestro                      |
| 2023 | Celine Song                  | Vides passades               |
| 2023 | Yorgos Lanthimos             | Poor things                  |
| 2024 | Brady Corbet                 | The Brutalist                |
| 2024 | Jacques Audiard              | Emilia Pérez                 |
| 2024 | Sean Baker                   | Anora                        |
| 2024 | Edward Berger                | Conclave                     |
| 2024 | Coralie Fargeat              | The Substance                |
| 2024 | Payal Kapadia                | All We Imagine as Light      |